# 征服者康
征服者康（英語：Kang the Conqueror），是漫威漫畫中的虛構超級反派角色，由作家史丹·李和藝術家傑克·科比所創作。康首次於《復仇者聯盟》#6中登場。在2009年，IGN將康列為漫畫反派百強排名第65名。

## 人物
納森尼爾·理查斯（Nathaniel Richards）出生於30世紀的6311號宇宙，是驚奇先生的子孫，對於歷史學和科學十分著迷。這個宇宙的地球並沒有經歷過歐洲黑暗時代，因此科技極為發達。某天，理查斯開始對他的時代的和平感到無聊並偶然發現了一種由該宇宙的末日博士在約一千年前所發明的時間旅行技術。理查斯於是建造了一部呈獅身人面像形狀的時光機並把時光機和此技術結合，回到公元前2950年的古埃及。理查斯來到這個年代後利用自己龐大的知識和從未來帶來的科技征服當地的人民，成為當時的法老王拉瑪-圖特，理查斯強迫人民為他建造雕像，自稱為神，因而惹怒了月神孔蘇。理查斯亦聲稱變種人祖宗天啟是他的繼承人，但天啟拒絕了他的提議。統治了埃及一段時間後，理查斯被來自公元20世紀的驚奇4超人打敗。理查斯被打敗後穿越到了公元20世紀打算報復，剛好遇到當初發明這種時間旅行技術的末日博士，因此化身為外型跟末日博士很像的緋紅百夫長，但也被當時的驚奇4超人和復仇者聯盟聯手打敗。之後當理查斯想回到30世紀時卻不小心被捲進時間風暴裡，因而穿越到了更遙遠的40世紀，這個世紀正處於戰亂的時代，但這個時代的人們並不知道如何使用祖先留下的高科技武器，理查斯因此以自己的戰略能力和聰明才智征服了這個世紀，亦因此決定成為超級反派「征服者康」。

## 其他媒體

### 電視
- 《驚奇4超人（英语：Fantastic Four (1967 TV series)）》：由麥可·魯爾（英语：Mike Road）配音。
- 《復仇者聯盟：團結則立（英语：The Avengers: United They Stand）》：由肯·克萊默配音。
- 《X戰警：進化》
- 《復仇者聯盟：史上最強英雄戰隊》：由喬納森·亞當斯配音[2]。
- 《復仇者聯盟：正義出擊（英语：Avengers Assemble (TV series)）》[3]：由史蒂芬·布魯姆（英语：Steven Blum）配音[4]。
- 漫威電影宇宙：由乔纳森·梅杰斯飾演征服者康不同版本的變異因子。
  - 《洛基》第一季（2021年）：以「留存者」的名號出現，征服者康的未來版本變體。
  - 《洛基》第二季（2023年）：以「域陀·泰姆利（英语：Victor Timely）」的名號出現，征服者康的1920年代版本變體。

### 電影
- 漫威電影宇宙：
  - 《蟻人與黃蜂女：量子狂熱》（2023年）：由乔纳森·梅杰斯回歸飾演征服者康不同版本的變異因子，包括戰士版本變異因子；而康之議會的三位領導者永生者（英语：Immortus）、拉瑪-圖（英语：Rama-Tut）和百夫長（英语：Scarlet Centurion）以及1920年代版本變異因子域陀·泰姆利（英语：Victor Timely）則出現於片尾中。

### 遊戲
- 《Marvel：復仇者聯盟（英语：Marvel: Avengers Alliance）》
- 《MARVEL：超級爭霸戰（英语：Marvel: Contest of Champions）》
- 《樂高漫威超級英雄2（英语：Lego Marvel Super Heroes 2）》[5]，由彼得·塞拉菲諾威茨（英语：Peter Serafinowicz）配音[6]。
- 《MARVEL未來之戰》

## 外部連結
- Kang the Conqueror （页面存档备份，存于） and Rama-Tut （页面存档备份，存于） at Marvel.com
- A Brief History of Kang